# História de São Tomé e Príncipe

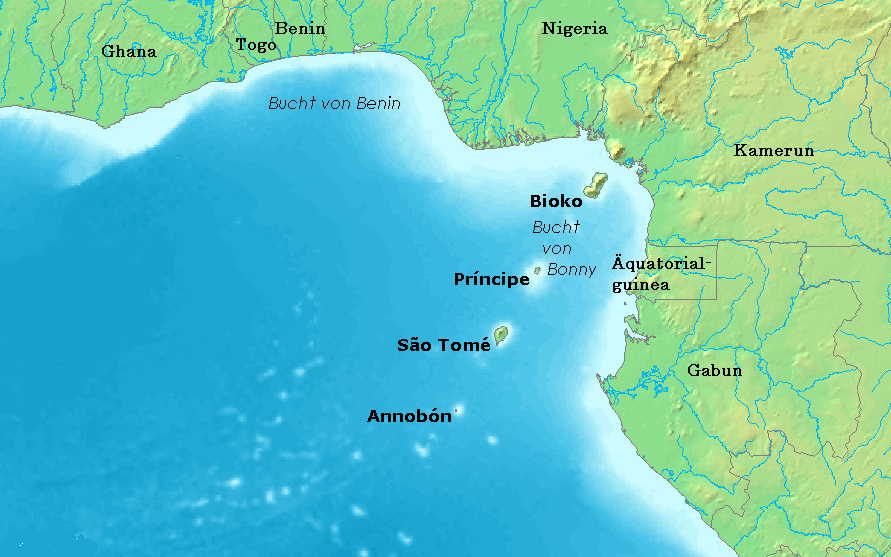
Mapa de São Tomé e Príncipe.

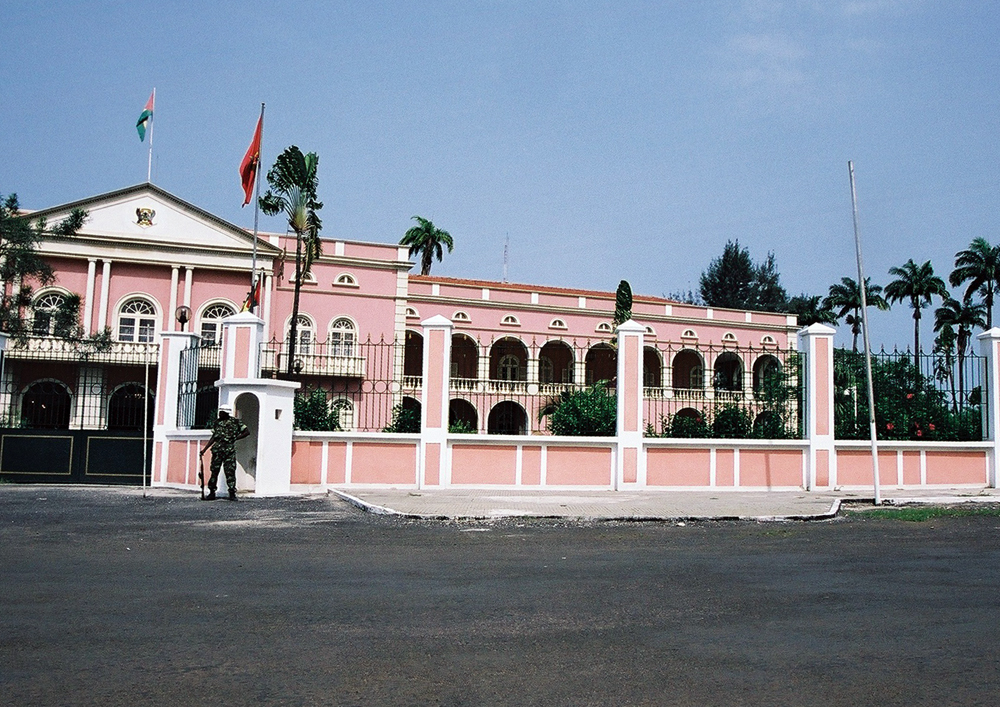
Palácio de São Tomé e Príncipe.

Brasão de São Tomé e Príncipe colonial

Bandeira de S. Tomé e Príncipe.

As ilhas de São Tomé e Príncipe estiveram desabitadas até 1470, quando os navegadores portugueses João de Santarém e Pêro Escobar as descobriram.
Os portugueses colonizaram-na com cristãos-novos que tinham sido expulsos pela Inquisição.
A cana-de-açúcar foi introduzida nas ilhas no século XV, mas a concorrência brasileira e as constantes rebeliões locais levaram a cultura agrícola ao declínio no século XVII. Assim sendo, a decadência açucareira tornou as ilhas entrepostos de escravos para o Caribe e para o Brasil.
Entre as principais dificuldades por que passaram as ilhas no final do século XVI destacam-se as revoltas de africanos entre 1590 e 1595, das quais a mais importante foi a Revolta dos Angolares.

## A escravatura e o ciclo do Cacau
A agricultura só foi estimulada no arquipélago no século XIX, com o cultivo de cacau e de café. Nesse período, as ilhas figuraram entre os maiores produtores mundiais de cacau. A escravatura foi abolida em 1876, mas ao longo do século XX os portugueses mantiveram os trabalhadores rurais em degradantes condições de trabalho. Baseava-se em mão de obra trazida principalmente de diferentes regiões da costa ocidental do continente africano, e posteriormente apenas populações oriundas das outras colónias portuguesas: Angola, Moçambique e Cabo Verde.
As grandes propriedades rurais, as roças, tornaram-se uma das matrizes na construção da história do país.

## Início do século XX
No início de 1900, nasceram os grupos de defesa dos direitos do povo santomense: a Associação dos Estudantes Negros e a Liga Académica Internacional dos Negros.
Foi criado ainda o Centro Colonial vocacionado para a defesa da agricultura e economia de São Tomé e Príncipe. Posteriormente, a Junta de Defesa dos Direitos de África e a Liga Africana de Lisboa promoveram um jornal, o Correio de África, para assim divulgar as suas denúncias.

Após 1910, com a proclamação da República, criam-se em São Tomé a Liga dos Interesses Indígenas, o Grémio de São Tomé e a Caixa Económica de São Tomé, com o objectivo de promover o desenvolvimento moral e intelectual dos sócios. Foram ainda criados outros jornais de denúncia como A Voz de África, O Progresso,
Tribuna de África, O Negro, etc.

## Administração colonial
Durante os dois séculos do Ciclo do Cacau, criaram-se estruturas administrativas complexas. Elas compunham-se de vários serviços públicos, tendo a sua frente um chefe de serviço. As decisões tomadas por este, tinham de ser sancionadas pelo Governador da Colónia. Este para legislar, auxiliava-se de um Conselho de Governo e de uma Assembleia Legislativa.
Durante muito tempo o Governador foi o comandante-chefe das forças armadas, até que, com a luta armada nos outros territórios sob a sua dominação, criou-se um Comando Independente. Fora da sua alçada, encontrava-se a Direção-Geral de Segurança (DGS).
O Governador deslocava-se periodicamente a Lisboa, para informar o governo colonial e dele trazer instruções.
Na Ilha do Príncipe, em representação do governo havia o Administrador do Conselho com largas atribuições. A colónia achava-se dividida em dois Conselhos, o de São Tomé e o do Príncipe, e em várias freguesias.
Em 1951 o território adquiriu o estatuto de Província Ultramarina portuguesa, sendo feito um esforço de desenvolvimento na agricultura, vias de comunicação e da educação.
A acumulação de muitas tensões, nomeadamente pela pressão económica das grandes plantações coloniais, a mão-de-obra e a repressão sofrida pelas populações
negras, culminou em 1953 no Massacre de Batepá, sendo considerado o episódio fundador do nacionalismo são-tomense.

## Independência e transição para a democracia
Em 1960, por influência do processo de descolonização no continente africano, surgiu um grupo nacionalista opositor ao domínio ditatorial português. Em 1972, o grupo dá origem ao MLSTP (Movimento de Libertação de São Tomé e Príncipe), de orientação marxista.

A 21 de Dezembro de 1974 foi assinada uma acta de transmissão de poderes do Estado Português para o Governo de São Tomé e Princípe, no salão de honra do Palácio do Governador. 
Assim, em 12 de Julho de 1975, após cerca de 500 anos de controlo de Portugal, o arquipélago é descolonizado, como consequência da Revolução dos Cravos em Portugal, um ano antes. 
Após a independência, foi implantado um regime socialista de partido único sob a alçada do MLSTP. Dez anos após a independência (1985), inicia-se a abertura econômica do país. Em Setembro de 1975, as roças foram nacionalizadas, passando a ser administradas pelo Estado durante o processo chamado de reforma agrária. 
Em 1990, iniciou-se a transição para a democracia com a adoção de uma nova Constituição, que institui o pluripartidarismo. 
Em 1991, as eleições legislativas apresentam o PCD-GR (Partido de Convergência Democrática - Grupo de Reflexão) como grande vencedor, ao conquistar a maioria das cadeiras. A eleição para presidente contou com a participação de Miguel dos Anjos Trovoada, ex-primeiro-ministro do país que estava exilado desde 1978. Sem adversários, Trovoada foi eleito para o cargo.
Em 1993 os agentes do Banco Mundial e do Fundo Monetário Internacional exigiram uma distribuição de terras das roças, até 10 hectares, pelos seus antigos empregados agrícolas. Este procedimento, designado por reforma agrícola, incluiu também que as terras maiores fossem distribuídas por meio de concursos, o que levou a que as maiores e mais férteis roças ficassem sob gestão estrangeira (principalmente de empresas europeias), em parceria com entidades são-tomenses. 
Em 1995, é instituído um governo local na ilha do Príncipe, com a participação de cinco membros. Nas eleições parlamentares de 1998, o MLSTP incorpora em seu nome PSD (Partido Social Democrata) e conquista a maioria no Parlamento, o que tornou possível ao partido indicar o primeiro-ministro.